# Silhouettea chaimi
Silhouettea chaimi är en fiskart som beskrevs av Goren, 1978. Silhouettea chaimi ingår i släktet Silhouettea och familjen smörbultsfiskar. Inga underarter finns listade i Catalogue of Life.